# Distrito de Santo Tomás (Chumbivilcas)
El distrito peruano de Santo Tomás es uno de los ocho distritos de la Provincia de Chumbivilcas, ubicada en el Departamento de Cuzco, bajo la administración el Gobierno regional del Cuzco. 
El Papa Juan XXIII segregó de la Arquidiócesis del Cusco, las Provincias civiles de Canchis, Canas, Espinar y Chumbivilcas y con ellas creó la Prelatura de Sicuani, haciéndola sufragánea del Cusco, mediante la Constitución Apostólica "Universae Ecclesiae" del 10 de enero de 1959.

## Historia
El distrito fue creado mediante Decreto del 21 de junio de 1825, dado por el Libertador Simón Bolívar.
Denominada "La tierra de los Qorilazos".

## Geografía
Está ubicado en 3 481 m s. n. m., posee clima templado y producen toda clase de productos

## Distritos
- Santo Tomas
- Ccapacmarca
- Colquemarca
- Chamaca
- Livitaca
- Llusco
- Quiñota
- Velille

## Autoridades

### Municipales
- 2023-2026
  - Alcalde: Froilán Batallanos Ibarra
  - Regidores:

  1. Med. Zunita Zevallos Ugarte
  2. Prof. Tito Ronald Baca Yallercco
  3. Bach. Aydee Laime Mendoza
  4. Téc. Eberardo Ataucuri Alvis
  5. Téc. Nancy Salhua Janampa
  6. Téc. Fredy Willams Molina Mendoza
  7. Ing. David Vilca Elme
  8. Bach. Wilbert Sapacayo Sapacayo
  9. Sr. Fredy Lazo Jordan
- 2015-2018
  - Alcalde: David Rubén Vera Castillo, de Unión por el Perú.
  - Regidores:

  1. Nolberto Valencia Álvaro (Unión por el Perú)
  2. José Vidal Tairo (Unión por el Perú)
  3. Juan De Dios Sacsi Fernández (Unión por el Perú)
  4. Claudia Chávez Cruz (Unión por el Perú)
  5. Mario Choqque Álvarez (Unión por el Perú)
  6. Aparicio Saturnino Frisancho Baca (Unión por el Perú)
  7. Nelson Lucas Pacco Achinquipa (Tierra y Libertad Cusco)
  8. Pedro Apfata Ala (Movimiento Regional Tawantinsuyo)
  9. Melquiades Valencia Vega (Movimiento Regional Inka Pachakuteq)

### Religiosas
- Obispo Prelado de Sicuani: Monseñor Pedro Bustamante López.

## Festividades
- Carnavales.
- Waman Marka.
- 21 de junio (Aniversario)
- 8 de septiembre (Fiesta Patronal en honor a la Virgen de la Natividad)
- Diciembre: Inmaculada Concepción.
- 26 de julio Virgen de Santa Ana de Ccoyo.
- 25 de diciembre - Huaylia y takanakuy en honor al niño Jesús.